# Programa (máquina)
Un programa es un conjunto de instrucciones que se utilizan para controlar el comportamiento de una máquina. Algunos ejemplos de estos programas incluyen:
- La secuencia de tarjetas perforadas usadas por un telar Jacquard para producir un patrón dado dentro de una tela tejida. Inventado en 1801, utilizaba agujeros en tarjetas perforadas para representar los movimientos del brazo del telar de costura con el propósito de generar automáticamente patrones decorativos.
- Un programa de computadora (software) es una lista de instrucciones para ser ejecutadas por una computadora.
- Barriles, tarjetas perforadas y rollos de música que codifican música para ser interpretada por pianolas, órganos de feria, organillos y cajas de música.
- Un secuenciador de música es un instrumento musical programable. Fue el primer tipo de máquina programable. El primer secuenciador de música fue un flautista automático inventado por los hermanos persas Banu Musa, descrito en su Libro de dispositivos ingeniosos, en el siglo IX.[1][2] En 1206, el inventor musulmán Al-Jazari (en el sultanato de Artuqid) inventó los autómatas programables, que incorporaron la primera caja de ritmos programable.[3]

La ejecución de un programa es una serie de acciones que siguen las instrucciones que contiene. Cada instrucción produce efectos que alteran el estado de la máquina según su significado predefinido.
Si bien algunas máquinas se llaman programables, por ejemplo, un termostato programable o un sintetizador musical, en realidad son solo dispositivos que permiten a sus usuarios seleccionar entre un conjunto fijo de una variedad de opciones, en lugar de ser controlados por programas escritos en un lenguaje (ya sea textual, visual o de otro tipo).